# Maria Vindevoghel
Maria Vindevoghel (Waregem, 11 oktober 1957) is een Belgisch marxistisch politica voor de PVDA.

## Levensloop
Maria Vindevoghel groeide op in een West-Vlaams landbouwgezin. Als jonge twintiger vestigde ze zich in Sint-Jans-Molenbeek.
Vindevoghel werd schoonmaakster van vliegtuigen bij Sabena en werd er tevens vakbondsafgevaardigde voor de christelijke vakbond ACV. Na het faillissement van deze luchtvaartmaatschappij in 2001 verwierf ze enige bekendheid als woordvoerster van de Sabena-werknemers. Er werd door de ex-Sabéniens een procedure voor de arbeidsrechtbank aangespannen omdat de regering Verhofstadt I het sociaal plan niet zou gerespecteerd hebben. Deze stelde dat de Belgische overheid inderdaad in de fout was gegaan, maar stelde ook de 31 voormalige werknemers van de failliete luchtvaartmaatschappij in het ongelijk.
Vervolgens werd ze schoonmaakster bij bagageafhandelaar FlightCare, waar ze ook vakbondsafgevaardigde was. In de zomer van 2005 werd ze daar ontslagen, volgens de directie van FlightCare vanwege het herhaaldelijk overtreden van de veiligheidsvoorschriften. Ze wist haar ontslag echter succesvol aan te vechten bij de arbeidsrechtbank, waarbij de rechter stelde dat er sprake was van discriminatie. Van 2007 tot 2017 was Vindevoghel werkzaam bij het ACV, waar ze zich bezighield met de vrouwenwerking en de luchtvaartsector. In 2017 ging ze met brugpensioen. Ook engageerde ze zich bij burgerbeweging Hart boven Hard.
Bij de federale verkiezingen van 2003 kwam ze in de kieskring Brussel-Halle-Vilvoorde op met een eigen kieslijst 'Movement for Action, Resistance and an Independent Alternative' (MARIA), die echter niet de kiesdrempel behaalde. De lijst kreeg 4.298 voorkeurstemmen (0,51%) voor de Kamer van volksvertegenwoordigers in de kieskring Brussel-Halle-Vilvoorde en 2142 (0,67%) in de kieskring Leuven. In Schaerbeek in 2003 kreeg MARIA in eerste instantie 4096 extra stemmen vanwege een stemcomputerfout die veroorzaakt was door kosmische straling.
Bij de federale verkiezingen van mei 2019 was ze opnieuw kandidaat als lijsttrekster van de PVDA-PTB-lijst in de kieskring Brussel-Hoofdstad. Ze raakte verkozen in de Kamer van volksvertegenwoordigers. Op 20 juni 2019, bij het afleggen van de eed in de Kamer, mengde ze Nederlands en Frans om niet te kiezen voor een van de taalgroepen ("Ik zweer de observer de grondwet"). Ze werd echter gedwongen opnieuw de eed af te leggen en deed dat in het Nederlands, waarmee ze zich aansloot bij de Nederlandse taalgroep. In de Kamer werd ze lid van de commissie Mobiliteit en Overheidsbedrijven en ondervoorzitter van de commissie Landsverdediging. Bij de Europese verkiezingen van juni 2024 was Vindevoghel lijstduwer in het Nederlands kiescollege. Ze werd niet verkozen.
In oktober 2024 werd Vindevoghel verkozen tot gemeenteraadslid van Sint-Jans-Molenbeek.